# 井上仲七
井上 仲七（いのうえ ちゅうしち、1935年10月1日 - ）は、日本の経営者。セイコー（現在のセイコーグループ）社長を務めた。

## 経歴
東京都出身。1958年に慶應義塾大学経済学部を卒業し、同年に服部時計店（現在のセイコーグループ）に入社。1983年6月に取締役に就任し、1987年1月に常務、1995年6月に専務、1996年6月に副社長を経て、1997年6月に社長に就任。2001年6月に顧問に就任。